# Населення Воллісу і Футуни
Населення Воллісу і Футуни. Чисельність населення країни 2015 року становила 15,6 тис. осіб (222-ге місце у світі). Чисельність остров'ян стабільно збільшується, народжуваність 2015 року становила 13,45 ‰ (149-те місце у світі), смертність — 5,06 ‰ (187-ме місце у світі), природний приріст — 0,33 % (171-ше місце у світі) . 

## Природний рух

### Відтворення
Народжуваність у Воллісі й Футуні, станом на 2015 рік, дорівнює 13,45 ‰ (149-те місце у світі). Коефіцієнт потенційної народжуваності 2015 року становив 1,75 дитини на одну жінку (165-те місце у світі).
Смертність у Воллісі й Футуні 2015 року становила 5,06 ‰ (187-ме місце у світі).
Природний приріст населення в країні 2015 року становив 0,33 % (171-ше місце у світі).

### Вікова структура

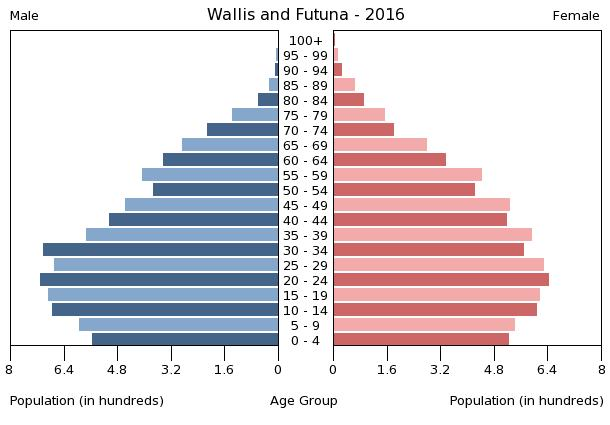
Віково-статева піраміда населення Воллісу і Футуни, 2016 рік

Середній вік населення Воллісу і Футуни становить 31,6 року (106-те місце у світі): для чоловіків — 30,6, для жінок — 32,8 року. Очікувана середня тривалість життя 2015 року становила 79,57 року (44-те місце у світі), для чоловіків — 76,58 року, для жінок — 82,7 року.
Вікова структура населення Волліс і Футуни, станом на 2015 рік, мала такий вигляд:
- діти віком до 14 років — 22,71 % (1850 чоловіків, 1695 жінок);
- молодь віком 15—24 роки — 17,41 % (1426 чоловіків, 1291 жінка);
- дорослі віком 25—54 роки — 41,11 % (3210 чоловіків, 3208 жінок);
- особи передпохилого віку (55—64 роки) — 9,45 % (731 чоловік, 744 жінки);
- особи похилого віку (65 років і старіші) — 9,33 % (697 чоловіків, 760 жінок)[1].

## Розселення
Густота населення країни 2015 року становила 93,9 особи/км² (160-те місце у світі).

### Урбанізація
Волліс і Футуна надзвичайно низькоурбанізована країна. Рівень урбанізованості островів становить 0 % населення країни (станом на 2015 рік), жодного компактного міського поселення не засновано.
Головне поселення країни: Мата-Уту (столиця) — 1,0 тис. осіб (дані за 2014 рік).

### Міграції
Річний рівень еміграції 2015 року становив 5,06 ‰ (193-тє місце у світі). Цей показник не враховує різниці між законними і незаконними мігрантами, між біженцями, трудовими мігрантами та іншими. Відбувається постійна еміграція мешканців островів до Нової Каледонії.

## Расово-етнічний склад
| Етнічний склад (2015 рік) | Етнічний склад (2015 рік) | Етнічний склад (2015 рік) | Етнічний склад (2015 рік) | Етнічний склад (2015 рік) |
| ------------------------- | ------------------------- | ------------------------- | ------------------------- | ------------------------- |
| Етнос:                    |                           |                           | Відсоток:                 |                           |
| полінезійці               | полінезійці               |                           | 100%                      | 100%                      |

Головні етноси країни: полінезійці.

## Мови
| Мови Воллісу і Футуни (2003 рік) | Мови Воллісу і Футуни (2003 рік) | Мови Воллісу і Футуни (2003 рік) | Мови Воллісу і Футуни (2003 рік) | Мови Воллісу і Футуни (2003 рік) |
| -------------------------------- | -------------------------------- | -------------------------------- | -------------------------------- | -------------------------------- |
| Мова:                            |                                  |                                  | Відсоток:                        |                                  |
| французька                       | французька                       |                                  | 10.8%                            | 10.8%                            |
| воллісійська                     | воллісійська                     |                                  | 58.9%                            | 58.9%                            |
| футуніанська                     | футуніанська                     |                                  | 30.1%                            | 30.1%                            |
| інші                             | інші                             |                                  | 0.2%                             | 0.2%                             |

Офіційні мови: французька — володіє 10,8 % населення архіпелагу, воллісійська — 58,9 %. Інші поширені мови: футуніанська — 30,1 %, інші мови — 0,2 % (згідно з даними перепису 2003 року).

## Релігії
| Релігії Воллісу й Футуни (2016 рік) | Релігії Воллісу й Футуни (2016 рік) | Релігії Воллісу й Футуни (2016 рік) | Релігії Воллісу й Футуни (2016 рік) | Релігії Воллісу й Футуни (2016 рік) |
| ----------------------------------- | ----------------------------------- | ----------------------------------- | ----------------------------------- | ----------------------------------- |
| Віросповідання:                     |                                     |                                     | Відсоток:                           |                                     |
| католики                            | католики                            |                                     | 99%                                 | 99%                                 |
| інші                                | інші                                |                                     | 1%                                  | 1%                                  |

Головні релігії й вірування, які сповідує, і конфесії та церковні організації, до яких відносить себе населення країни: римо-католицтво — 99 %, інші — 1 % (станом на 2015 рік).

## Охорона здоров'я
Смертність немовлят до 1 року, станом на 2015 рік, становила 4,43 ‰ (186-те місце у світі); хлопчиків — 4,66 ‰, дівчаток — 4,18 ‰.

### Захворювання
Кількість хворих на СНІД невідома, дані про відсоток інфікованого населення в репродуктивному віці 15—49 років відсутні. Дані про кількість смертей від цієї хвороби за 2014 рік відсутні. Відсоток забезпеченості населення доступом до облаштованого водовідведення (каналізація, септик) загалом по країні — 96 % (станом на 2015 рік).

## Соціально-економічне становище
Дані про відсоток населення країни, що перебуває за межею бідності, відсутні. Дані про розподіл доходів домогосподарств у країні відсутні. Рівень проникнення інтернет-технологій низький. Станом на липень 2015 року в країні налічувалось 3450 унікальних інтернет-користувачів (211-те місце у світі), що становило 22,1 % загальної кількості населення країни.

### Трудові ресурси
Загальні трудові ресурси 2003 року становили 3,1 тис. осіб (225-те місце у світі). Зайнятість економічно активного населення в господарстві країни розподіляється таким чином: аграрне, лісове і рибне господарства — 80 %; промисловість і будівництво — 4 %; сфера послуг — 16 % (станом на 2001 рік). Безробіття 2008 року дорівнювало 12,2 % працездатного населення (137-ме місце у світі).

## Демографічні дослідження
Демографічні дослідження в країні ведуться рядом державних і наукових установ Франції:
- Національний інститут статистики і економічних досліджень Франції (фр. Institut national de la statistique et des études économiques).

### Українською
- Атлас. 10—11 клас. Економічна і соціальна географія світу / упорядники :  О. Я. Скуратович, Н. І. Чанцева. — К. : ДНВП «Картографія», 2010. — ISBN 978-966-475-639-3.
- Атлас світу / голов. ред. І. С. Руденко ; зав. ред. В. В. Радченко ; відп. ред. О. В. Вакуленко. — К. : ДНВП «Картографія», 2005. — 336 с. — ISBN 9666315467.
- Безуглий В. В. Економічна і соціальна географія зарубіжних країн : Навчальний посібник. — К. : ВЦ «Академія», 2007. — 704 с. — ISBN 978-966-580-239-6.
- Безуглий В. В., Козинець С. В. Регіональна економічна і соціальна географія світу : Навчальний посібник. — видання 2-ге, доп., перероб. — К. : ВЦ «Академія», 2007. — 688 с. — ISBN 966-580-144-9.
- Головченко В. І., Кравчук О. Країнознавство: Азія, Африка, Латинська Америка, Австралія і Океанія. — К., 2006. — 335 с. — ISBN 966-8939-04-2.
- Гудзеляк І. І. Географія населення: Навчальний посібник / І. Гудзеляк. — Л. : Видавничий центр ЛНУ імені Івана Франка, 2008. — 232 с. — ISBN 978-966-613-599-8.
- Дахно І. І. Країни світу: Енциклопедичний довідник / І. І. Дахно, С. М. Тимофієв. — К. : Мапа, 2011. — 606 с. — (Бібліотека нового українця) — ISBN 978-966-8804-23-6.
- Дахно І. І. Економічна географія зарубіжних країн : навчальний посібник. — К. : Центр учбової літератури, 2014. — 319 с. — ISBN 978-611-01-0682-5.
- Джаман В. О. Регіональні системи розселення: демографічні аспекти. — Чернівці : Рута, 2003. — 392 с. — ISBN 9665685988.
- Дорошенко Л. С. Демографія: Навчальний посібник. — К. : МАУП, 2005. — 112 с. — ISBN 966-608-442-2.
- Дубович І. А. Країнознавчий словник-довідник. — 5-те вид., перероб. і доп. — К. : Знання, 2008. — 839 с. — ISBN 978-966-346-330-8.
- Економічна і соціальна географія країн світу. Навчальний посібник / За ред. Кузика С. П. — Л. : Світ, 2002. — 672 с. — ISBN 966-603-178-7.
- Загальна медична географія світу / В. О. Шевченко [та ін.] — К. : [б.в.], 1998. — 178 с.
- Книш М. М., Мамчур О. І. Регіональна економічна і соціальна географія світу (Латинська Америка та Карибські країни, Африка, Азія, Океанія) : навч. посіб. — Л. : ЛНУ ім. Івана Франка, 2013. — 368 с. — ISBN 978-617-10-0007-0.
- Крисаченко В. С. Динаміка населення: Популяційні, етнічні та глобальні виміри. — К. : Видавництво Національного інституту стратегічних досліджень, 2005. — 368 с. — ISBN 966-554-083-1.
- Любіцева О. О., Мезенцев К. В., Павлов С. В. Географія релігій. — К. : АртЕК, 1999. — 504 с. — ISBN 966-505-006-0.
- Масляк П. О. Країнознавство. — К. : Знання, 2007. — 292 с. — (Вища освіта XXI століття)
- Масляк П. О., Дахно І. І. Економічна і соціальна географія світу / П. О. Масляк, І. І. Дахно ; за ред. П. О. Масляка. — К. : Вежа, 2003. — 280 с. — ISBN 966-7091-53-8.

### Російською
- (рос.) Острова Уоллис и Футуна // Демографический энциклопедический словарь / главн. ред. Валентей Д. И. — М. : Советская энциклопедия, 1985. — 608 с.
- (рос.) Острова Уоллис и Футуна // Страны и народы. Австралия и Океания. Антарктида / Редкол. П. И. Пучков (отв. ред.) и др. — М. : «Мысль». — 301 с. — (Страны и народы) — 180 тис. прим.
- (рос.) Атлас народов мира / Отв. ред. С. И. Брук и В. С. Апенченко. — М. : ГУГК ГГК СССР и Институт этнографии им. Н. Н. Миклухо-Маклая АН СССР, 1964. — 185 с. — 20 тис. прим.
- (рос.) Численность и расселение народов мира. Этнографические очерки / под ред. С. И. Брука. — М. : Издательство АН СССР, 1962. — 487 с.
- (рос.) Лаппо Г. М. География городов: Учебное пособие для географических факультетов вузов. — М. : Туманит, изд. центр ВЛАДОС, 1997. — 476 с. — ISBN 5-691-00047-0.
- (рос.) Ягельский А. География населения. — М. : Прогресс, 1980. — 383 с.